# Eretsha
Eretsha – wieś w Botswanie w dystrykcie North West. Według spisu ludności z 2011 roku wieś liczyła 720 mieszkańców.